# Міхай Апостол
Міхай Апостол (рум. Mihai Apostol; нар. 21 січня 1997, Молдова) — молдовський футболіст, півзахисник «Вікторії» (Бардар).

## Клубна кар'єра
Скаут португальського клубу «Уніан Лейрія» переконав Апостола приїхати до Португалії, що він й зробив. Через два дні після свого 18-річчя поїхав до Португалії та приєднався до клубу, де грав за команду U-19. Апостол хотів залишитися в клубі, але був змушений повернутися в Молдову, оскільки термін його посвідки на проживання закінчився.
Влітку 2019 року Апостол переїхав до Нідерландів, оскільки влаштувався на роботу в Західну Фрісландію. Апостолу дозволили тренуватися з «Голландією», але в клубі вже було занадто багато гравців на його позиції. Тренер «Голландією», Ананд Джагдьюсінг, потім повідомив Апостолу про Always Forward SV, до якого він зрештою приєднався. Це був другий вояж Апостола за кордоном, до цього він грав три місяці за ФК Орхоменос у Греції.

## Кар'єра в збірній
Виступав за юнацькі збірні Молдови (U-17) та (U-19).